# Webコンテンツ管理システム
Webコンテントマネージメントシステム（英: web content management system）とはインターネット上にコンテンツをアップロードし、それをデジタル・アセットとして運用すること。

## 例
ブログで集客し、アフィリエイトやコンテンツの販売によって売上を得る、動画サイトで自分の動画コンテンツをアップロードし広告収入を得る、著作権を有している音楽や電子書籍をアップロードしその収入を得る、メールマガジンをシステム化し読者に配布することによって収入を得る、などが例として挙げられる。それらをデジタル資産ポートフォリオとして総合に管理し、受動的な収入を得られるようにするシステムの事をいう。

## 種類

### スタンドアロン処理
これらのシステムは「静的サイトジェネレーター」と呼ばれることもあり、公開前にテンプレートを適用してすべてのコンテンツを前処理し、ウェブページを作成する。前処理システムは、サーバーがクエリー時にテンプレートを適用する必要がないため、開発ツールとしてのみ存在することもできる。

### オンライン処理
これらのシステムはオンデマンドでテンプレートを適用する。ユーザーがページにアクセスしたときにHTMLを生成することもできるし、ウェブキャッシュからあらかじめ生成されたHTMLを取得することもできる。ほとんどのオープンソースWCMSは、システムの機能を拡張するアドオンをサポートしている。これには、フォーラム、ブログ、Wiki、ウェブストア、フォトギャラリー、連絡先管理などの機能が含まれます。

## メリット

### 低コスト
コンテンツ管理システムの中には、Drupal、eZ Publish、TYPO3、Joomla、Zestyといった無料のものもあります。ioとWordPress。その他、契約規模により利用可能な場合がある。[7] サブスクリプションは高額になる可能性があるが、一般的にフルタイムの開発者を雇う必要がないため、全体的なコストを削減できる。

### 簡単なセットアップ
ユニバーサル・レイアウトは、多くのコードを記述することなく、ページが同じようなテーマとデザインを持つように作成される。多くのWCMSツールは、デザインモードにAJAXドラッグ・アンド・ドロップ・システムを使用している。初心者でも簡単にユーザー・インターフェースを作成できる。

### 使いやすい
WCMSは非技術者に適している。管理者ユーザーインターフェイスのデザインがシンプルなため、ウェブサイトのコンテンツ管理者やその他のユーザーは、プログラミングやシステムメンテナンスのトレーニングをあまり受けなくてもコンテンツを更新することができます。